# Testamente

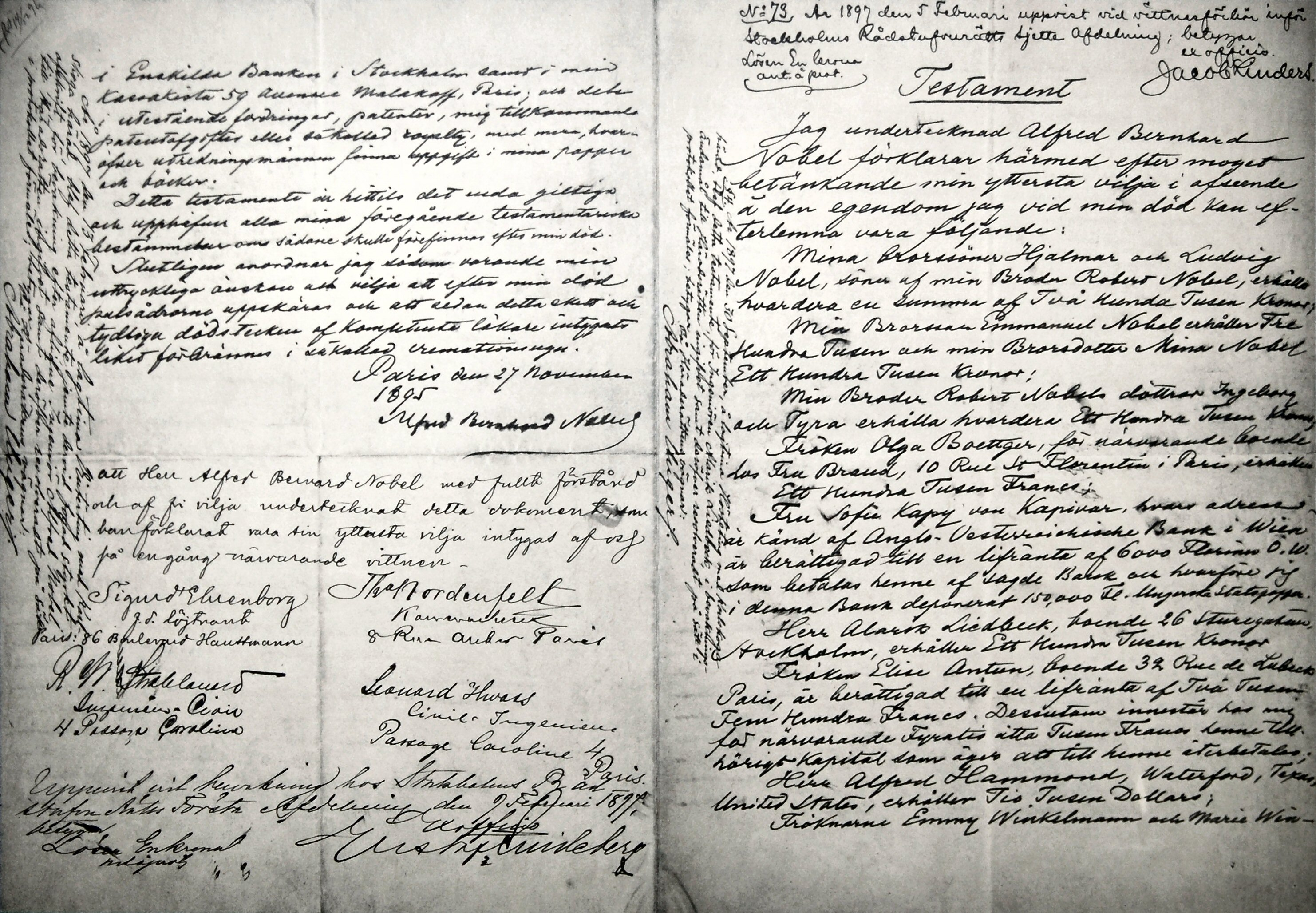
Testamente av Alfred Nobel

Ett testamente är ett juridiskt bindande dokument som en person skriver för att reglera hur kvarlåtenskapen ska fördelas efter dennes död. Den som upprättar ett testamente kallas testator (maskulinum) eller testatrix (femininum).
Testamentet har sitt ursprung i romersk rätt och gav i romarriket samhällseliten en möjlighet att fördela sina kvarlåtenskaper på ett annat sätt än den vanliga arvsrätten. Det dröjde länge innan testamenten erkändes i germanska länder då adeln och bönderna ville bevara egendomar inom släkter. Kyrkan ville dock att testamenten skulle erkännas då dessa kunde ge tillskott till kyrkans verksamhet.

## Testamenten i Sverige
Genom de medeltida landskapslagarna infördes i Sverige en begränsad testationsfrihet som sedan kom att utvecklas under stormaktstiden, främst genom 1686 års testamentsstadga. Genom 1686 års testamentsstadga begränsades gifta kvinnors rätt att skriva testamente, eftersom en gift kvinnas testamente därefter endast gällde med makens medgivande.   
Enligt 1734 års lag fick både män och kvinnor (ogifta eller änkor) "av fri vilja och gott förstånd" rätt att skriva testamente.
Den lagstiftning som finns idag fick sin huvudsakliga utformning i 1930 års testamentslag som sedan överfördes till 1958 års ärvdabalk.
Ett testamente är ett ensidigt förordnande, vilket betyder att det är den som upprättar ett testamente som bestämmer vad testamentet skall innehålla. För att en person (testator) skall kunna upprätta ett testamente måste denne vara behörig, vilket betyder att personen i fråga måste uppfylla vissa krav. Till exempel måste testatorn vara 18 år fyllda. En underårig kan upprätta testamente över egendom han/hon själv råder över om denne varit gift eller är över 16 år. Testamente som upprättats under påverkan av psykisk störning är ogiltigt.
Ett testamente är en persons yttersta vilja, vilket är uttryck för att ett testamente inte är förpliktande för den som upprättar ett sådant utan denne har alltid rätt att ändra detta när som helst. Ändring av testamente sker enligt samma förfarande som inrättande av sådant. Det är alltid det senast skrivna testamentet som gäller, enligt lagen.
Testamentstagaren kan vara fysisk eller juridisk person (exempelvis en förening, en stiftelse, en församling, en kommun eller Svenska staten). Vad gäller människor får testatorn testamentera till förmån för den som är född eller avlad vid testatorns död. Detsamma gäller arvsberättigade avkomlingar ifall dessa är födda eller avlade vid testatorns död (jfr 1:1 ärvdabalken). Syskon som inte är födda vid testatorns död skall ha samma rätt till lotter enligt 9 kap. 2 § ärvdabalken.
Om testatorn har barn (arvingar i första arvsklassen) har de alltid rätt till hälften av det arv de skulle ha fått om testamentet inte hade funnits. Detta kallas laglott och regleras i 7 kap. ärvdabalken.
Vissa formkrav gäller för att testamentet skall vara juridiskt giltigt, till exempel att det skall vara skriftligt samt bevittnat av två icke-jäviga (de får inte direkt eller indirekt ärva i testamentet) vittnen. Bägge vittnena ska samtidigt bevittna testators underskrift, eller testators vidkännande av densamma. De behöver inte få kännedom om testamentets innehåll.
Om testator av skäl som sjukdom eller nödsituation ej har möjlighet att upprätta ett ordinärt testamente, finns två möjligheter att förordna om sin kvarlåtenskap genom så kallat nödtestamente.
Den första metoden är att testator muntligen inför två vittnen förordnar om sin kvarlåtenskap. Den andra metoden är att testator i egenhändigt skriven och undertecknad handling förordnar om kvarlåtenskapen. Den sistnämnda handlingen brukar kallas holografiskt testamente. Ett nödtestamente gäller ej längre, om testator efter testamenterandet under tre månader varit i stånd att upprätta ett ordinärt testamente.
Om en person dödar, tvingar eller pressar någon att upprätta testamente får personen inte ta arv efter testatorn, likaså om en person förstör eller undanhåller någon annans testamente.